# Кумир (фільм)
«Кумир» — радянський художній фільм 1988 року, знятий режисером Йормахмадом Аралєвим на кіностудії «Таджикфільм».

## Сюжет
Естрадний співак Хуршед починає працювати під керівництвом імпресаріо Міра Алісовича. До нього дуже скоро приходить успіх і герой поки що не помічає, що поступово втягується в коло інтересів свого нового шефа та покровителя.

## У ролях
- Далер Назаров — Хуршед
- Лариса Бєлогурова — Садаф
- Ахмадшо Ульфатшоєв — головна роль
- Юнус Юсупов — соліст
- Олена Серопова — «Перлина»
- Д. Душанбієв — роль другого плану
- Бахадур Міралібеков — роль другого плану
- Я. Ільяєв — роль другого плану
- Ікбол Завкібеков — роль другого плану
- Ріфкат Рахімов — роль другого плану
- Григорій Григорян — Бако Бакоєвич
- Бурхон Раджабов — роль другого плану
- А. Гулямхайдаров — епізод
- М. Ходжикулов — епізод
- Аслан Рахматуллаєв — епізод
- Хабібулло Абдуразаков — епізод
- Ісо Абдурашидов — епізод
- Джахон Саїдмурадов — епізод
- Гульсара Абдуллаєва — епізод
- Турахон Ахмадханов — епізод
- Р. Ахадов — епізод
- Бахром Акрамов — епізод
- Н. Сніжко — епізод
- Мусо Ісоєв — епізод
- Парвіз Назаров — епізод
- Абдусалом Рахімов — епізод
- Н. Лангаршоєв — епізод
- Ш. Ашрафбеков — епізод
- Уріел Калантаров — епізод
- Саїдмурад Марданов — епізод
- Н. Хамідова — епізод
- З. Боброва — епізод
- Л. Сагадєєва — епізод
- Рано Хамраєва — епізод
- Іскандер Іркаєв — епізод
- Гурміндж Завкібеков — епізод

## Знімальна група
- Режисер — Йормахмад Аралєв
- Оператор — Окіл Хамідов
- Художник — Сергій Романкулов